# 青年ドイツ
青年ドイツ（せいねんどいつ、Junges Deutschland）は、三月前期（1830年 - 1850年ころ）に存在したドイツの青年作家グループである。ゲーテやロマン主義などの規範的な文学を批判し、文学の世界に政治の風を持ち込んだ。カール・グツコー、ハインリヒ・ラウベ、テオドール・ムント等が中心作家であり、ハインリヒ・ハイネ、ルートヴィヒ・ベルネ、ゲオルク・ビューヒナーなどもその一端を担ったと考えられている。自由主義的な気風から政権に敵視され、1835年にフランクフルト議会の決議によって多くの作家が出版禁止処分を受けた。